# Kate Gleason
Kate Gleason (ur. 25 listopada 1865 w Rochester, zm. 9 stycznia 1933 tamże) – amerykańska inżynier, przedsiębiorca i filantrop.
Była córką Williama Gleasona, bogatego właściciela sieci fabryk narzędziowych w Stanach Zjednoczonych. W wieku 12 lat zaczęła pracę w przedsiębiorstwie ojca. Była jedną z pierwszych kobiet przyjętych na studia inżynierskie na Uniwersytecie Cornella, chociaż z powodu pracy zawodowej (w tym jako skarbnik) u ojca nie mogła ich ukończyć. Naukę kontynuowała w Instytucie Mechanicznym w Rochester. Była nie tylko utalentowaną biznesmenką, lecz także aktywnie wspierała ruch sufrażystek (współpracowała z Susan B. Anthony).
W 1913 z powodu konfliktów rodzinnych opuściła przedsiębiorstwo ojca i podjęła pracę u konkurencji, w Ingle Machining Company. Jako pierwsza kobieta otrzymała pełne członkostwo w Amerykańskim Stowarzyszeniu Inżynierów Mechaników, a w 1918 została mianowana prezesem First National Bank of East Rochester. W ramach tej funkcji pojęła szereg działań socjalnych, między innymi wspierając budownictwo społeczne.
Na mocy testamentu przekazała 1,4 miliona dolarów na działalność instytucji użyteczności publicznej w rejonie Rochester.